# Синди Дженнингс
Синди Дженнингс (англ. Sindee Jennings, настоящее имя Александра Элизабет Уоллес (англ. Alexandra Elizabeth Wallace); род. 7 июля 1986 года) — американская порноактриса.

## Биография
Дженнингс пришла в порноиндустрию в 2006 году в возрасте 20 лет. Специализировалась на сценах сквиртинга. В 2008 году она приняла участие в съёмках ленты Who’s Nailin’ Paylin?, сыграв Сару Пэйлин в молодости.
Работала с такими известными компаниями, как Hustler, Evil Angel, Kick Ass, ClubJenna, Pure Play Media и Том Байрон Productions.
По данным на 2020 год, Синди Дженнингс снялась в 422 порнофильмах.

## Награды и номинации
- 2009 номинация на AVN Award — Best All-Girl Group Sex Scene — Squirt Gangbang 3 (вместе с Софи Ди, Кристина Роуз, Джада Файер, Лекси Лав и Бритни Стивенс)[5]
- 2009 номинация на AVN Award — Best Couples Sex Scene — She Only Takes Diesel[5]
- 2009 номинация на AVN Award — Best POV Sex Scene — Nice Fucking View 3[5]
- 2009 номинация на AVN Award — Unsung Starlet Of The Year[5]
- 2009 номинация на XRCO Award — Unsung Siren[6]
- 2009 финалист F.A.M.E. Award — Favorite Underrated Star[7]
- 2010 номинация на AVN Award — Best All-Girl Group Sex Scene — Squirt Gangbang 4[8]
- 2010 номинация на AVN Award — Best All-Girl Three-Way Sex Scene — Kung Fu Nurses a Go-Go 2[8]
- 2010 номинация на AVN Award — Best All-Girl Three-Way Sex Scene — Lesbian Tag Teams[8]
- 2010 номинация на AVN Award — Best All-Girl Three-Way Sex Scene — Storm Squirters 6 (вместе с Софи Ди и Кристина Роуз)[8]
- 2010 номинация на AVN Award — Best Oral Sex Scene — Cummin' at You 3D[8]
- 2010 номинация на AVN Award — Best POV Sex Scene — Barely Legal POV 3[8]
- 2010 номинация на AVN Award — Best POV Sex Scene — Cummin' at You 3D[8]
- 2010 номинация на AVN Award — Most Outrageous Sex Scene — Squirt Gangbang 4 (вместе с Даной Деармонд, Джада Файер, Флауэр Туччи, Лекси Лав и Бритни Стивенс)[8]
- 2010 номинация на AVN Award — Most Outrageous Sex Scene — Storm Squirters 7 (вместе с Бобби Старр)[8]
- 2011 номинация на AVN Award — Best All-Girl Three-Way Sex Scene — Belladonna: Fetish Fanatic 8 (вместе с Бобби Старр и Кейси Старр)[9]